# Proasellus exiguus
Proasellus exiguus är en kräftdjursart som beskrevs av Odette Afonso 1983. Proasellus exiguus ingår i släktet Proasellus och familjen sötvattensgråsuggor. Inga underarter finns listade i Catalogue of Life.